# 鎮川警察署
鎮川警察署（チンチョンけいさつしょ）は、忠北地方警察庁所管の警察署である。

## 管轄区域
- 鎮川郡

## 沿革
- 1945年10月21日 - 開署

## 組織
- 警務課
- 生活安全課
- 捜査課
- 情報保安課

## 管轄地区隊
- 常山地区隊

## 管轄派出所
- 文白派出所
- 栢谷派出所
- 梨月派出所
- 広恵院派出所
- 徳山派出所

## 管轄治安センター
- 士石治安センター